# Клептопаразитизм

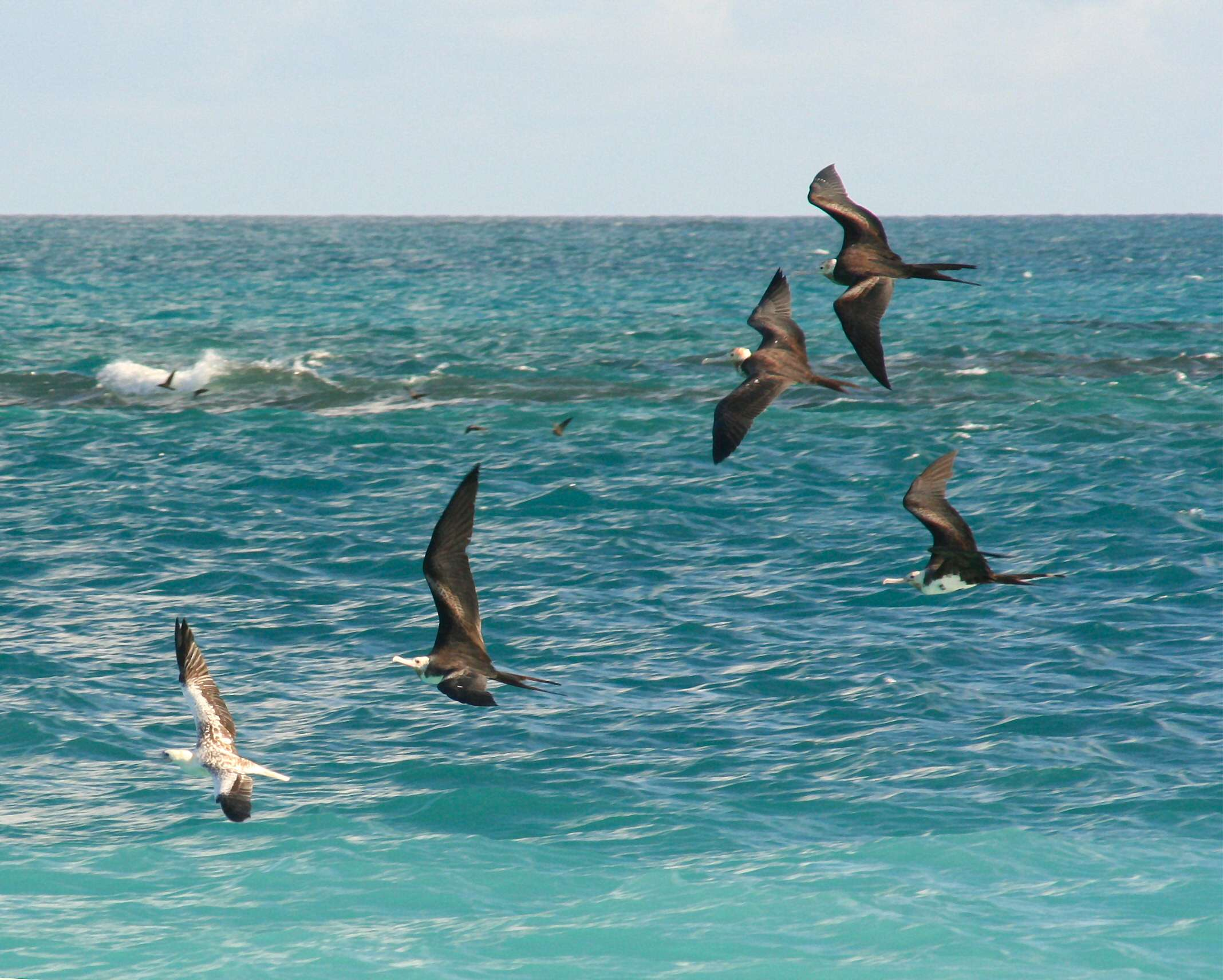
Фрегаты, преследующие красноногую олушу с целью отобрать её корм

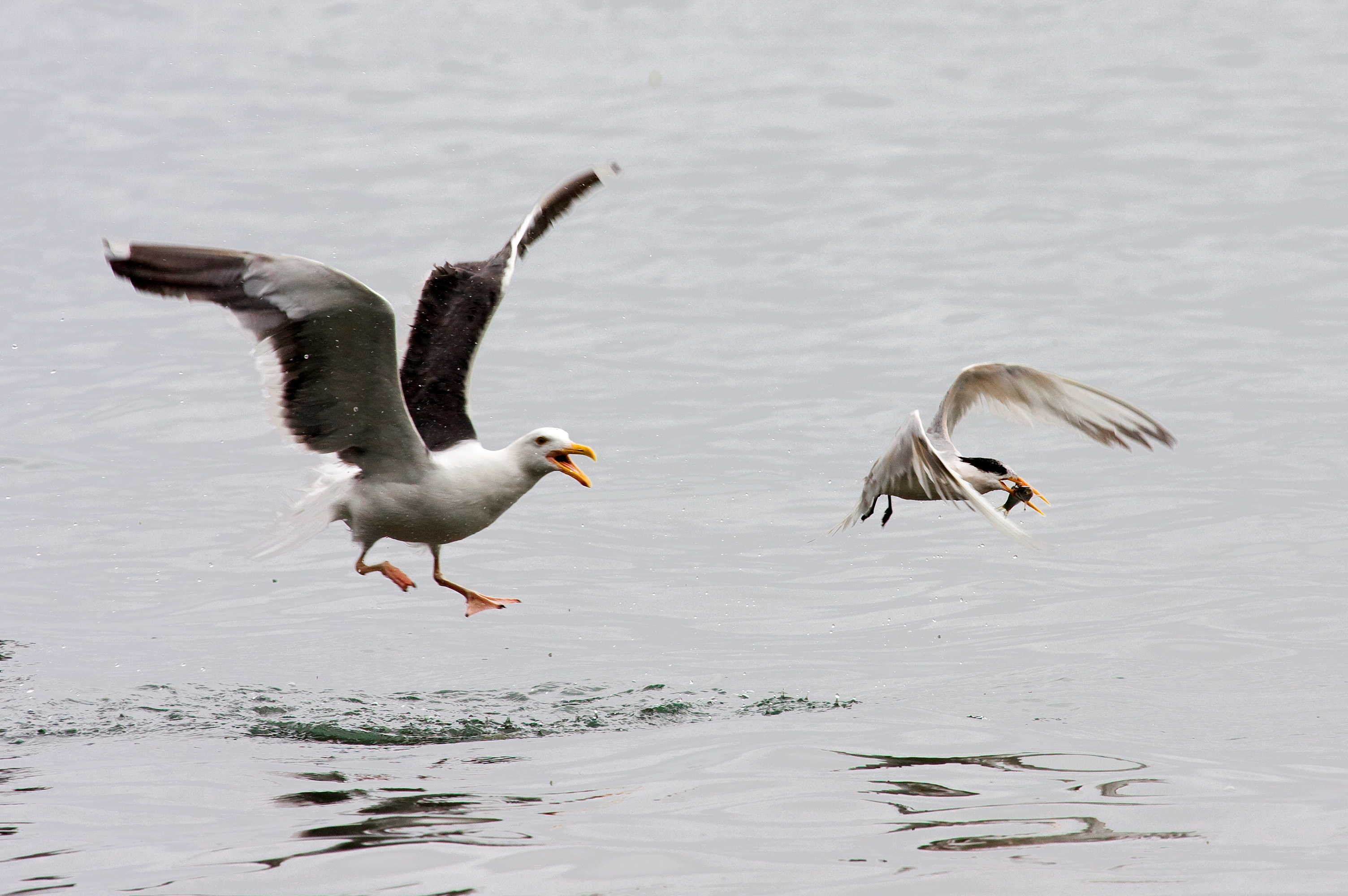
Чайка (Larus occidentalis) преследует крачку (Thalasseus elegans)

Клептопаразитизм (от др.-греч. κλέπτω — ворую и паразитизм) — насильственное или тайное присвоение чужого кормового или гнездового ресурса. Характерен для птиц, рептилий, млекопитающих, рыб, насекомых и других животных.
Клептопаразиты извлекают пользу, получая корм или другие объекты (гнездо или гнездовой материал), которые они не могут получить самостоятельно, или экономя время и усилия, требуемые для этого. Однако при этом они рискуют получить отпор от хозяина воруемых ресурсов.
Клептопаразитизм может быть внутривидовым (паразит принадлежит к тому же виду, что и жертва; воровство у людей) или межвидовым (паразит и жертва принадлежат к различным видам). В последнем случае паразит может быть близким родичем организма, на котором тот паразитирует (Правило Эмери).
При гнездовом паразитизме для выращивания своего потомства паразит использует хозяина или того же вида (внутривидовой гнездовой паразитизм), или другого (межвидовой): кукушки, шмели-кукушки Psithyrus.

## Пчёлы и осы
Например, самка шмеля-кукушки проникает в гнездо шмеля-хозяина и убивает матку колонии. Затем она откладывает свои собственные яйца, а рабочие особи шмелей вида-хозяина впоследствии выкармливают личинок шмеля-паразита.
Более 700 видов рода Nomada паразитируют на других видах пчёл, например, на родах Andrena, Lasioglossum, Melitta.
В гнёздах Vespula rufa паразитирует Vespula austriaca.
Рабочие особи Vespula rufa выкармливают личинок осы-паразита, которые превращаются в полноценных самцов или самок. Рабочие особи у Vespula austriaca отсутствуют.
Триба песочных ос Nyssonini (Crabronidae) включает множество видов-клептопаразитов (род Nysson и другие). Осы подсемейства Ceropalinae являются клептопаразитами других дорожных ос (Pompilidae).

## Мухи
Некоторые мухи являются клептопаразитами, например представители семейств Chloropidae и Milichiidae (посещают паутины, воруя у пауков часть их добычи). Другие ассоциированы с Asilidae и муравьями Crematogaster.
Мухи рода Bengalia (Calliphoridae) воруют корм и куколок, транспортируемых муравьями по фуражировочным дорожкам.

## Клопы
Клептопаразитизм известен у полуводного клопа Velia caprai.

## Муравьи
Домовый муравей-вор (Diplorhoptrum fugax) встречается в гнёздах Formica cunicularia, Formica rufibarbis и др. Муравьи-амазонки (Polyergus) воруют коконы видов-«рабов». Гнездовой паразитизм у муравьёв принимает форму социального паразитизма, при котором паразит полностью существует благодаря общественным насекомым. Оплодотворённая самка паразитирующего вида (Lasius umbratus, рыжий лесной муравей) проникает в гнездо вида-хозяина (Lasius niger, Formica fusca), убивает в нём царицу, занимая её место, и начинает откладывать свои собственные яйца. Вышедшие из них рабочие особи постепенно заселяют муравейник, сменяя его хозяев.

## Пауки
Воровство корма среди пауков известно в 5 семействах:
- Theridiidae (Argyrodes)
- Dictynidae (Archaeodictyna ulova)
- Salticidae (виды родов Portia и Simaetha)
- Symphytognathidae (Curimagua bayano)
- Mysmenidae (Isela okuncana, Kilifia inquilina, и виды рода Mysmenopsis)[4].

## Птицы
Крупные чайки (серебристая чайка, морская чайка, чайка-бургомистр и другие), фрегаты и поморники нападают в воздухе на несущих своим птенцам рыбу крачек и других морских птиц (чистики, топорки, кайры, тупики и моевки) и, преследуя жертву, заставляют бросить корм, который сразу же на лету подхватывают.
Но и сами крачки и другие виды морских птиц также при возможности используют данную практику. Ночное гнездование некоторых морских птиц часто объясняют защитой от возрастающего пиратства в светлое время суток. 
Вероятно, клептопаразитизм не играет ключевой роли в поведении любого вида, а является лишь дополнительным способом добывания корма наряду с охотой. Исследование, проведённое орнитологами в отношении большого фрегата (Fregata minor), ворующего пищу у голуболицой олуши (Sula dactylatra), показало, что фрегаты за счёт клептопаразитизма способны до 40 % обеспечить себя пропитанием, но в среднем эта цифра составляет только 5 %. Многие виды чаек и других морских птиц, таких, как северный гигантский буревестник (Macronectes halli), при случае питаются падалью — другими погибшими птицами или млекопитающими. Падальщиками также являются некоторые виды альбатросов — анализ проглоченных кальмаров показал, что некоторые из них оказались слишком крупными, чтобы быть пойманными живьём. Кроме того, в желудках альбатросов оказались виды, которые, скорее всего, были им недоступны ввиду разного ареала.

## Рептилии
Настоящие крокодилы часто крадут или отбирают пищу у других хищников, в частности, у хищных млекопитающих и крокодилов других видов.

## Млекопитающие
Наиболее распространённый пример — отношения пятнистых гиен и львов. И те, и другие охотятся за добычей друг друга.